# Campionati mondiali di pentathlon moderno 2021
I campionati mondiali di pentathlon moderno 2021 si sono svolti dall'8 al 14 giugno 2021 a Il Cairo, in Egitto.
Originariamente l'Union Internationale de Pentathlon Moderne (UIPM) li aveva assegnati alla Bielorussia, ma la decisione è stata rivista a causa dell'instabilità politica del Paese e delle pressioni internazionali.
Questi campionati rappresentano un'opportunità per conquistare uno degli ultimi undici posti ai Giochi Olimpici del Tokyo 2020, sia per gli uomini che per le donne, vincendo una medaglia individuale o qualificandosi attraverso il ranking mondiale. Dato che le qualificazioni olimpiche hanno riguardato solo le prove individuali, molti dei pentatleti non ancora sicuri della partecipazione olimpica hanno deciso di non gareggiare nelle staffette per aumentare le loro possibilità di ottenere buoni risultati nelle prove individuali. Alcuni pentatleti già qualificati ai Giochi hanno deciso di disertare la competizione per ottimizzare la loro preparazione olimpica, come Marie Oteiza o l'intera squadra britannica, tra cui Kate French, Joseph Choong e James Cooke.
A causa dell'esclusione della Russia da tutte le competizioni internazionali da parte del Tribunale arbitrale dello sport (CAS) fino al dicembre 2022 a causa di uno scandalo legato al doping di Stato, i pentatleti russi non hanno potuto rappresentare ufficialmente il loro Paese ed hanno quindi partecipato alla competizione in rappresentanza della loro federazione sportiva, la Federazione russa di pentathlon moderno (FRPM).

## Medagliere
| Pos.   | Paese         | Oro | Argento | Bronzo | Totale |
| ------ | ------------- | --- | ------- | ------ | ------ |
| 1      | Ungheria      | 2   | 1       | 2      | 5      |
| 2      | Bielorussia   | 2   | 1       | 1      | 4      |
| 3      | FRPM          | 1   | 2       | 0      | 3      |
| 4      | Germania      | 1   | 1       | 1      | 3      |
| 5      | Corea del Sud | 1   | 1       | 0      | 2      |
| 6      | Francia       | 0   | 1       | 0      | 1      |
| 7      | Egitto        | 0   | 0       | 2      | 2      |
| 8      | Cina          | 0   | 0       | 1      | 1      |
| Totale | Totale        | 7   | 7       | 7      | 21     |

## Podi

### Maschili
| Evento      | Oro                                                 | Perform. | Argento                                                | Perform. | Bronzo                                       | Perform. |
| Individuale | Ádám Marosi Ungheria                                | 1435     | Alexander Lifanov FRPM                                 | 1426     | Ahmed Elgendy Egitto                         | 1417     |
| Squadre     | Ungheria Ádám Marosi Richárd Bereczki Bence Demeter | 4185     | Germania Fabian Liebig Marvin Faly Dogue Patrick Dogue | 4183     | Egitto Eslam Hamad Ahmed Hamed Ahmed Elgendy | 4171     |
| Staffetta   | FRPM Alexander Lifanov Maxim Kuznetsov              | 1491     | Corea del Sud Jung Jin-hwa Jun Woong-tae               | 1486     | Cina Han Jiahao Zhang Linbin                 | 1482     |

### Femminili
| Evento      | Oro                                                     | Perform. | Argento                                                | Perform. | Bronzo                                                             | Perform. |
| Individuale | Anastasija Prakapenka Bielorussia                       | 1353     | Élodie Clouvel Francia                                 | 1341     | Michelle Gulyás Ungheria                                           | 1339     |
| Squadre     | Germania Annika Schleu Rebecca Langrehr Janine Kohlmann | 3960     | Ungheria Blanka Guzi Tamara Alekszejev Michelle Gulyás | 3907     | Bielorussia Anastasija Prakapenka Iryna Prasiantsova Volha Silkina | 3898     |
| Staffetta   | Bielorussia Iryna Prasiantsova Volha Silkina            | 1395     | FRPM Gulnaz Gubaydullina Uliana Batashova              | 1383     | Ungheria Rita Erdős Sarolta Simon                                  | 1343     |

### Misti
| Evento    | Oro                                    | Perform. | Argento                                         | Perform. | Bronzo                                  | Perform. |
| Staffetta | Corea del Sud Seo Chang-wan Kim Se-hee | 1432     | Bielorussia Ilya Palazkov Anastasija Prakapenka | 1422     | Germania Patrick Dogue Rebecca Langrehr | 1415     |